# Daniel Felipe Martínez
 Daniel Felipe Martínez Poveda (Bogotá, 25 de abril de 1996) es un ciclista profesional colombiano que compite en la modalidad de ruta. Desde 2024 corre para el equipo alemán Red Bull-BORA-hansgrohe de categoría UCI WorldTeam.

## Biografía
Nació en Bogotá el 25 de abril de 1996, pero se crio y creció en el municipio de Soacha aledaño a Bogotá, desde muy joven trabajó como ayudante en una tienda de Soacha.Como estudiante, siempre ocupaba los primeros lugares del curso. Inició jugando fútbol, pero desde pequeño quiso ser ciclista. Su hermano Jeison fue quien le prestó la primera bicicleta.

## Carrera
Colombia (2015) Martínez abandonó en la Volta a Cataluña, su primera carrera en el WorldTour. Terminó en el puesto 84.º en el Tour de Turquía.
Wilier Selle Italia (2016-2017) Participó de las Grandes Vueltas en el año 2016, compitiendo en el Giro de Italia. También terminó 57.º en el Giro de Lombardía 2016. Regresó al Giro de Italia una vez más en el año 2017, pero abandonó la carrera. Al final de la temporada, terminó cuarto en el Tour de Turquía 2017.
EF Education First–Drapac (2018-2020) Inició la temporada en el Campeonato de Colombia de ciclismo en ruta, donde terminó segundo en la contrarreloj, detrás de Egan Bernal. Pasó a terminar quinto en la nueva carrera colombiana, la Colombia Oro y Paz. Su primer resultado entre los 10 primeros en Europa fue en la Volta a Cataluña, donde se situó en la séptima posición de la general. Participó en las clásicas belgas por primera vez en su carrera, terminando 44.º en la Flecha Valona y 61.º en la Lieja-Bastoña-Lieja. Luego corrió el Tour de Romandía 2018 y terminó 12.º. En julio de 2018 fue nombrado para participar el Tour de Francia. En agosto de 2019 fue incluido en el equipo para participar en la Vuelta a España. Campeón Nacional de Contrarreloj 2020 con un  tiempo de 47'32" y 41 kilómetros de recorrido en Boyacá. En agosto en preparación para el Tour de Francia, ganó el Critérium Dauphiné. El 11 de septiembre del mismo año ganó la etapa trece del Tour de Francia, con llegada en el Puy Mary. Finalizaría en el puesto 28.° de la clasificación general final.

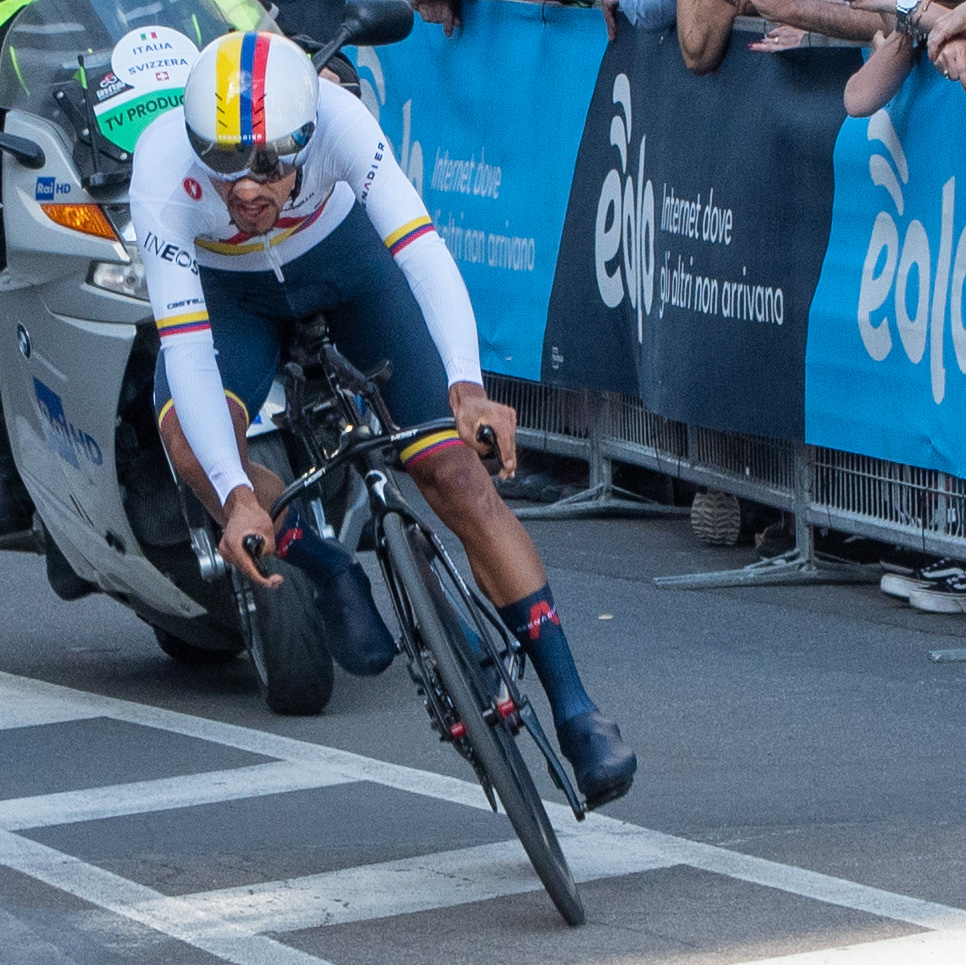
Daniel Martinez (51466695035)

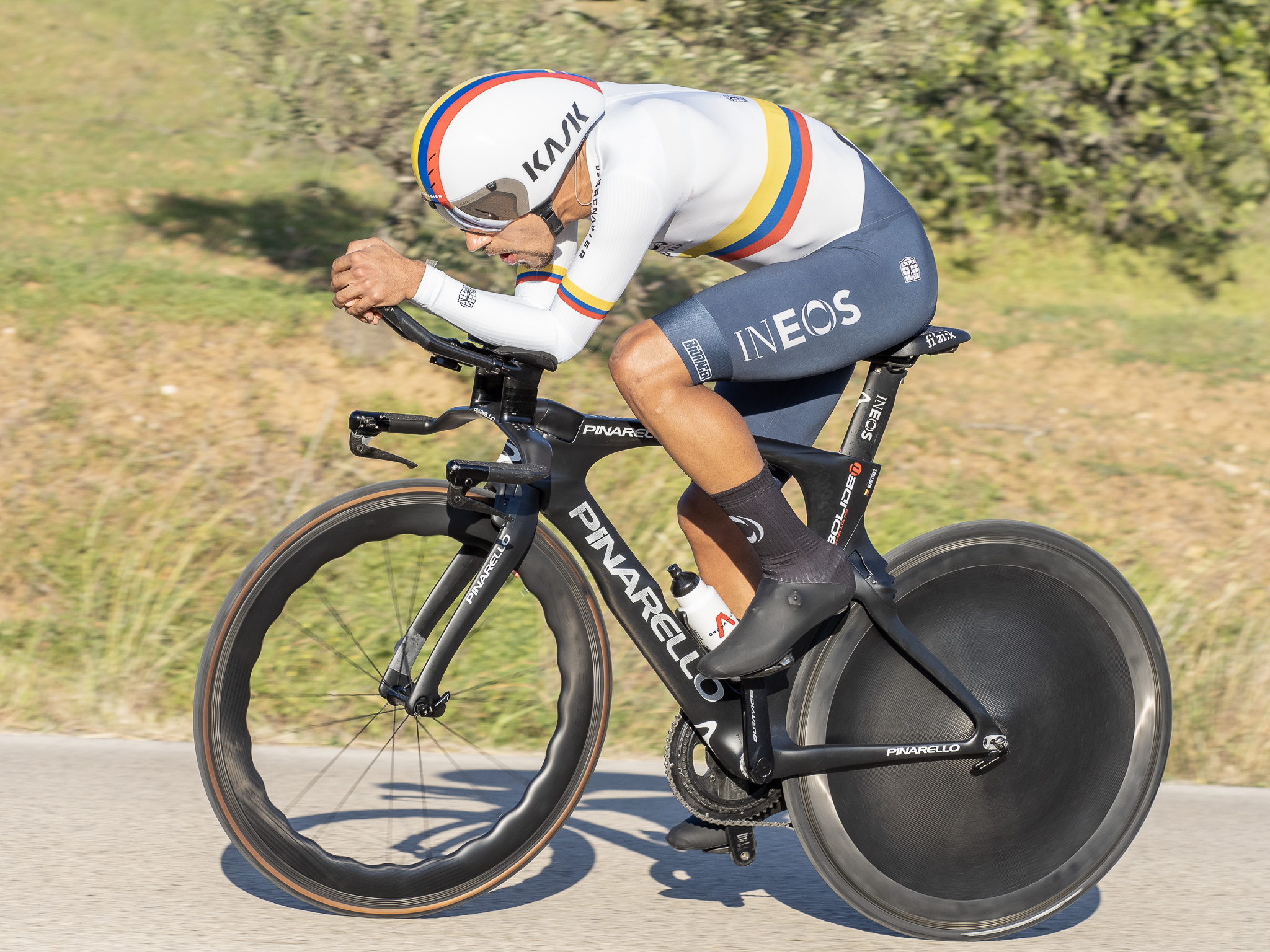
Daniel Martínez (2022)

INEOS Grenadiers (2021-2023) Tras el año 2020, el ciclista colombiano cambia de equipo al INEOS Grenadiers.En 2021, participó en el Giro de Italia como gregario de su compatriota Egan Bernal, su apoyo fue fundamental para que su compañero logrará ser campeón de la carrera. Daniel Felipe terminó en el quinto lugar de la general y fue elegido como el mejor gregario por parte de los organizadores del Giro.A principios de la temporada 2022, se corona Campeón Nacional de Contrarreloj con un tiempo de 43'27" y 38,3 kilómetros de recorrido en un circuito en el departamento de Risaralda.Compitió en la clásica Flecha Valona en Bélgica, ubicándose en la quinta posición de la clasificación general.Se alzó con la victoria general de la Vuelta al País Vasco. Además, se llevó la 4.ª etapa con final en Zamudio y el maillot de la regularidad. En la versión 108° de la clásica Lieja-Bastoña-Lieja obtendría la cuarta posición en la general. Consiguió un nuevo registro en su palmarés al coronarse campeón de la Coppa Sabatini tras vencer en un esprint reducido al final del circuito de Peccioli con 198,9 kilómetros de recorrido.Obtuvo el segundo lugar en el Campeonato Nacional de Ruta y el cuarto puesto en la prueba de Contrarreloj en 2023.Se coronó campeón de la Vuelta a Algarve 2023 en Portugal, con una destacada presentación en la etapa final de contrarreloj, el podio de la general lo completaría el italiano Filippo Ganna y el belga Ilan Van Wilder.
Bora-Hansgrohe (2024-presente) Inicia la temporada 2024 con el equipo alemán Bora-Hansgrohe, se convierte en Campeón nacional de Contrarreloj por cuarta ocasión, tras sus anteriores resultados en 2019, 2020, 2022; prueba de 41,8 kilómetros disputada en Paipa Boyacá, el tiempo logrado de 54'02" le permitió también establecer el récord de la hora en Colombia, récord que tenía Miguel Indurain desde el mundial de 1995 con 55'30"Se impuso en la segunda etapa de la Vuelta a Algarve venciendo en el esprint al belga Remco Evenepoel, tras un  recorrido de 171,9 kilómetros entre Lagoa y Fóia; con el triunfo de etapa se convertiría en líder de la carrera.Alzó los brazos de nuevo en la etapa cinco de 165,8 kilómetros con llegada en Alto do Malhao, finalmente sería subcampeón de la clasificación general y dueño del maillot del rey de la montaña; el ganador de la competencia sería el belga Remco Evenepoel y el esloveno Jan Tratnik tercer lugar.

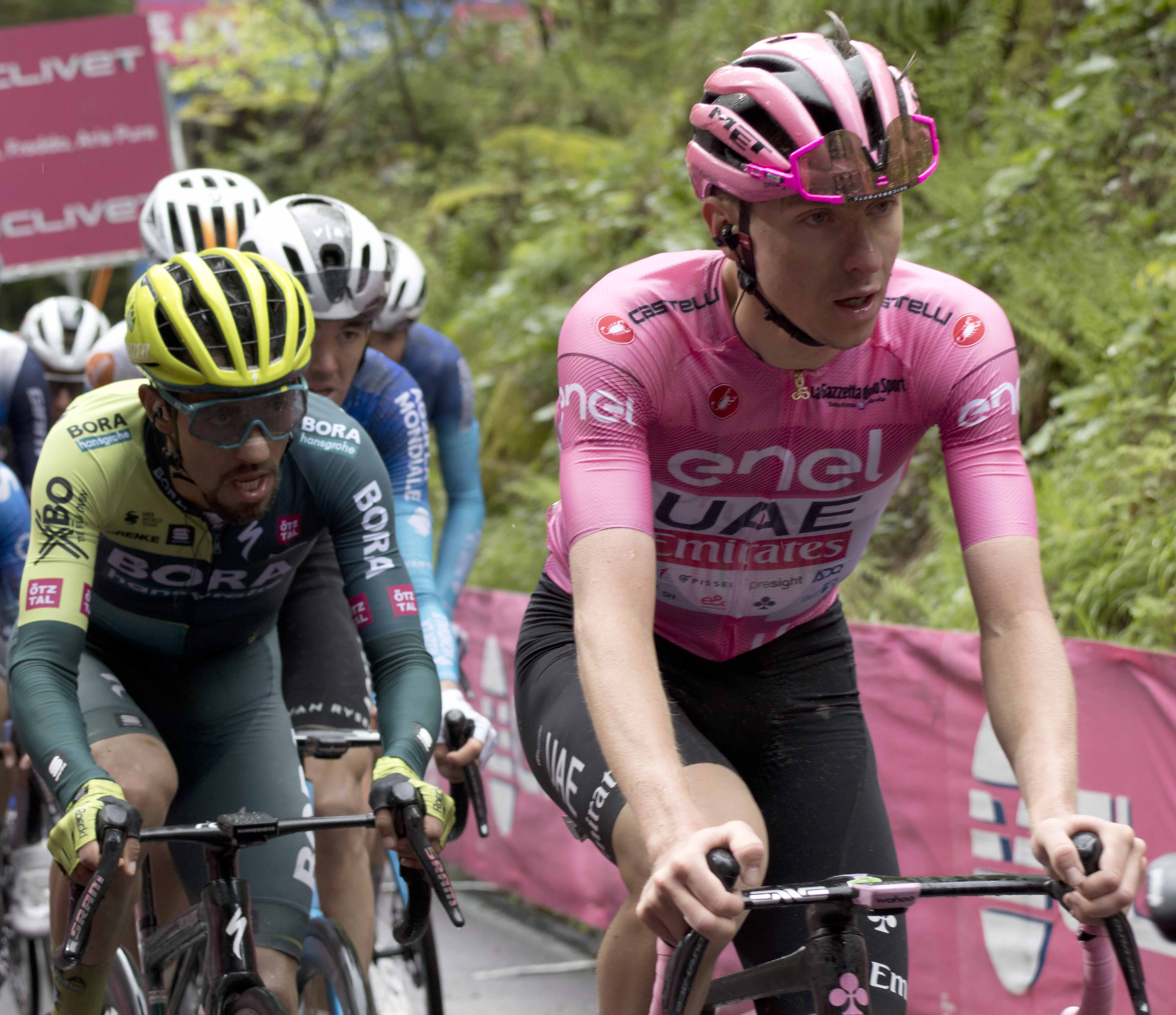
GIRO7920 Martinez Pogacar (53750164651)

Cruzó la meta en segundo lugar en la etapa dos del Giro de Italia, con llegada en el Santuario Di Oropa, superado solo por el esloveno Tadej Pogačar.  La etapa ocho sería el nuevo escenario para demostrar el buen estado de forma del escalador del Bora Hansgrohe, cruzando la meta en segundo lugar y ubicándose 2° en la general. Con la llegada de la Alta Montaña, logra una destacada actuación en la etapa decimosexta, ingresando en tercer lugar y recuperando el segundo lugar de la clasificación general, aumentando su ventaja sobre Geraint Thomas del Ineos. Alcanza su mejor resultado en una gran vuelta, al convertirse en subcampeón del Giro de Italia 2024, el campeón sería Tadej Pogačar y el tercer puesto lo ocupó el británico Geraint Thomas.
Durante la Vuelta al País Vasco en el mes de abril de 2025, fue protagonista de la fuga en la última etapa de 153,4 kilómetros junto a Ben Healy; sus opciones de triunfo en esta fracción, debieron postergarse, pues su líder de equipo se desconectó del pelotón. Daniel abandonó sus aspiraciones de etapa y esperó a Lipowitz para apoyarlo como gregario. En la Flecha Valona ingresaría en el puesto 47° a 1´49" del vencedor de la carrera.   Compitió en la clásica decana Lieja-Bastoña-Lieja en Bélgica y cruzó la meta en la séptima casilla a 1´10" del ganador de la jornada Tadej Pogačar.Tuvo una destacada presentación en la prueba de contrarreloj de la segunda etapa del Giro de Italia en Tirana Albania alcanzando el puesto 14° con un tiempo de 16'29", ubicándose como el mejor de los colombianos en la fracción. Tras su llegada a Roma, el escalador del Bora Hansgrohe se clasificaría en el puesto 53° de la general.

## Palmarés
| 2018 - 2.º en el Campeonato de Colombia Contrarreloj 2019 - Campeonato de Colombia Contrarreloj - 1 etapa de la París-Niza - Juegos Panamericanos Contrarreloj 2020 - Campeonato de Colombia Contrarreloj - 3.º en el Campeonato de Colombia en Ruta - 1 etapa del Tour Colombia - Critérium del Dauphiné - 1 etapa del Tour de Francia | 2022 - Campeonato de Colombia Contrarreloj - Vuelta al País Vasco, más 1 etapa - Coppa Sabatini 2023 - 2.º en el Campeonato de Colombia en Ruta - Vuelta al Algarve 2024 - Campeonato de Colombia Contrarreloj - 2 etapas de la Vuelta al Algarve - 2.º en el Giro de Italia |

## Resultados

### Grandes Vueltas
| Carrera | Carrera         | 2015 | 2016 | 2017 | 2018 | 2019 | 2020 | 2021 | 2022 | 2023 | 2024 | 2025 |
| ------- | --------------- | ---- | ---- | ---- | ---- | ---- | ---- | ---- | ---- | ---- | ---- | ---- |
|         | Giro de Italia  | —    | 89.º | Ab.  | —    | —    | —    | 5.º  | —    | —    | 2.º  | 53.º |
|         | Tour de Francia | —    | —    | —    | 36.º | —    | 28.º | —    | 29.º | Ab.  | —    | —    |
|         | Vuelta a España | —    | —    | —    | —    | 41.º | Ab.  | —    | —    | —    | Ab.  | —    |

### Vueltas menores
| Carrera | Carrera                | 2015 | 2016 | 2017 | 2018 | 2019 | 2020 | 2021 | 2022 | 2023 | 2024 | 2025 |
| ------- | ---------------------- | ---- | ---- | ---- | ---- | ---- | ---- | ---- | ---- | ---- | ---- | ---- |
|         | París-Niza             | —    | —    | —    | —    | 18.º | —    | —    | 3.º  | 25.º | —    | —    |
|         | Tirreno-Adriático      | —    | —    | —    | —    | —    | —    | —    | —    | —    | Ab.  | —    |
|         | Volta a Cataluña       | Ab.  | —    | —    | 7.º  | —    | X    | —    | —    | —    | —    | —    |
|         | Vuelta al País Vasco   | —    | —    | —    | —    | 20.º | X    | —    | 1.º  | 34.º | —    | 88.º |
|         | Tour de Romandía       | —    | —    | —    | 12.º | 25.º | X    | —    | —    | —    | —    |      |
|         | Critérium del Dauphiné | —    | —    | —    | —    | —    | 1.º  | —    | —    | 23.º | —    |      |
|         | Vuelta a Suiza         | —    | —    | —    | —    | —    | X    | —    | 8.º  | —    | —    |      |

### Clásicas, Campeonatos y JJ. OO.
| Strade Bianche           | Strade Bianche           | —   | 73.º  | —             | —             | —             | —             | —   | —    | —    | 37.º | —    |    |    |
|                          | Milán-San Remo           | —   | 123.º | 116.º         | —             | —             | —             | —   | —    | —    | —    | —    |    |    |
| Flecha Valona            | Flecha Valona            | —   | —     | —             | 44.º          | —             | 13.º          | —   | 5.º  | —    | —    | 47.º |    |    |
|                          | Lieja-Bastoña-Lieja      | —   | —     | —             | 61.º          | 20.º          | 20.º          | —   | 4.º  | —    | —    | 7.º  |    |    |
| Clásica San Sebastián    | Clásica San Sebastián    | —   | —     | —             | 30.º          | —             | X             | Ab. | Ab.  | —    | Ab.  |      |    |    |
| Gran Premio de Quebec    | Gran Premio de Quebec    | —   | —     | —             | —             | —             | X             | X   | 65.º | 45.º | —    |      |    |    |
| Gran Premio de Montreal  | Gran Premio de Montreal  | —   | —     | —             | —             | —             | X             | X   | 25.º | Ab.  | —    |      |    |    |
|                          | Giro de Lombardía        | Ab. | 57.º  | Ab.           | 49.º          | —             | —             | —   | 17.º | —    | 29.º |      |    |    |
| JJ. OO. (Ruta)           | JJ. OO. (Ruta)           | ND  | —     | No se disputó | No se disputó | No se disputó | No se disputó | —   | ND   | ND   | 25.º | ND   | ND | ND |
| Mundial en Ruta          | Mundial en Ruta          | —   | —     | —             | Ab.           | 29.º          | 31.º          | —   | —    | —    | 60.º |      |    |    |
| Mundial Contrarreloj     | Mundial Contrarreloj     | —   | —     | —             | —             | 30.º          | 18.º          | —   | —    | —    | —    |      |    |    |
| Colombia en Ruta         | Colombia en Ruta         | —   | —     | —             | —             | 36.º          | 3.º           | —   | —    | 2.º  | 28.º | —    |    |    |
| Colombia en Contrarreloj | Colombia en Contrarreloj | —   | —     | —             | 2.º           | 1.º           | 1.º           | —   | 1.º  | 5.º  | 1.º  | —    |    |    |

—: No participa

Ab.: Abandona

X: No se disputó

## Equipos
- Cundinamarca (2012-2013)
- Centro Mundial de Ciclismo de la UCI (2014)
- Team Colombia (2015)
- Wilier Selle Italia (2016-2017)
- EF Education First[31] (2018-2020)
  - EF Education First-Drapac (2018)
  - EF Education First Pro Cycling Team (2019)
  - EF Pro Cycling (2020)
- INEOS Grenadiers[32] (2021-2023)
- Bora-Hansgrohe (2024-)
  - Bora-Hansgrohe (2024)[33]
  - Red Bull-BORA-hansgrohe (2024-)[34]